# Олімпійський стадіон (Рим)
41°56′1.99″ пн. ш. 12°27′17.23″ сх. д. / 41.9338861° пн. ш. 12.4547861° сх. д.
Олімпі́йський стадіо́н, відоміший як Ста́діо Олі́мпіко (італ. Stadio Olimpico) — найбільший стадіон італійської столиці Рима, який розташовано у спортивному комплексі «Форо Італіко». Ця арена є домашньою для двох столичних клубів «Лаціо» та «Роми», а також його використовують для матчів національної збірної Італії з футболу. На цьому стадіоні відбулися такі значні події, як літні Олімпійські ігри 1960 року, чемпіонат світу з легкої атлетики 1987 року та матчі чемпіонату світу з футболу 1990 року (включаючи фінал). У 2009 стадіон приймав фінал Ліги чемпіонів УЄФА 2008—2009.
У «Форо Італіко» знаходиться Стадіо де Мармі, або «мармуровий стадіон», збудований 1932 року архітектором Енріко дель Деббіо. Яруси споруди прикрашають 60 мармурових монументів, які подарували мешканці італійських міст на пошанування 60 атлетів.
За класифікацією УЄФА є п'ятизірковим стадіоном.

## Відомі матчі
- Фінал чемпіонату Європи з футболу 1968 Італія—Югославія (2:0)
- Фінал Кубка європейських чемпіонів 1977 «Ліверпуль»—«Боруссія М» (3:1)
- Фінал чемпіонату Європи з футболу 1980 Німеччина—Бельгія (2:1)
- Фінал Кубка європейських чемпіонів 1984 «Ліверпуль»—«Рома» (1:1, п. 4:2)
- Фінал чемпіонату світу з футболу 1990 Західна Німеччина—Аргентина (1:0)
- Фінал Ліги чемпіонів УЄФА 1996 «Ювентус»—«Аякс» (1:1, п. 4:2)
- Фінал Ліги чемпіонів УЄФА 2008—2009 «Барселона»—«Манчестер Юнайтед» (2:0)